# Azaz (okrug)
Okrug Azaz (ar. منطقة أعزاز‎) je okrug u sirijskoj pokrajini Alep. Po popisu iz 2004. (prije rata), okrug je imao 251.769 stanovnika. Administrativno sjedište je u naselju Azaz.

## Nahije
Okrug je podijeljen u nahije (broj stanovnika se odnosi na popis iz 2004.):
| Poštanski kod | Ime         | Područje [km²] | Broj stanovnika | Broj naselja | Sjedište    |
| ------------- | ----------- | -------------- | --------------- | ------------ | ----------- |
| SY020400      | Azaz        | 180,12         | 47.570          | 20           | Azaz        |
| SY020401      | Akhtarin    | 341,78         | 39.385          | 43           | Akhtarin    |
| SY020402      | Tell Rifaat | 204,52         | 43.781          | 13           | Tell Rifaat |
| SY020403      | Mare'       | 191,42         | 39.306          | 18           | Mare'       |
| SY020404      | Nubl        | 174,79         | 51.948          | 12           | Nubl        |
| SY020405      | Sawran      | 167,32         | 30.032          | 18           | Sawran      |